# Avenue Zaman
L'avenue Zaman (en néerlandais : Zamanlaan) est une avenue bruxelloise de Forest, créée en 1880, qui va de l'avenue Van Volxem à l'avenue Victor Rousseau.
Elle porte le nom de l'industriel et sénateur Joseph Zaman qui vécut, à cet endroit, entre 1850 et 1884. 